# 3 (telefonia mobile)

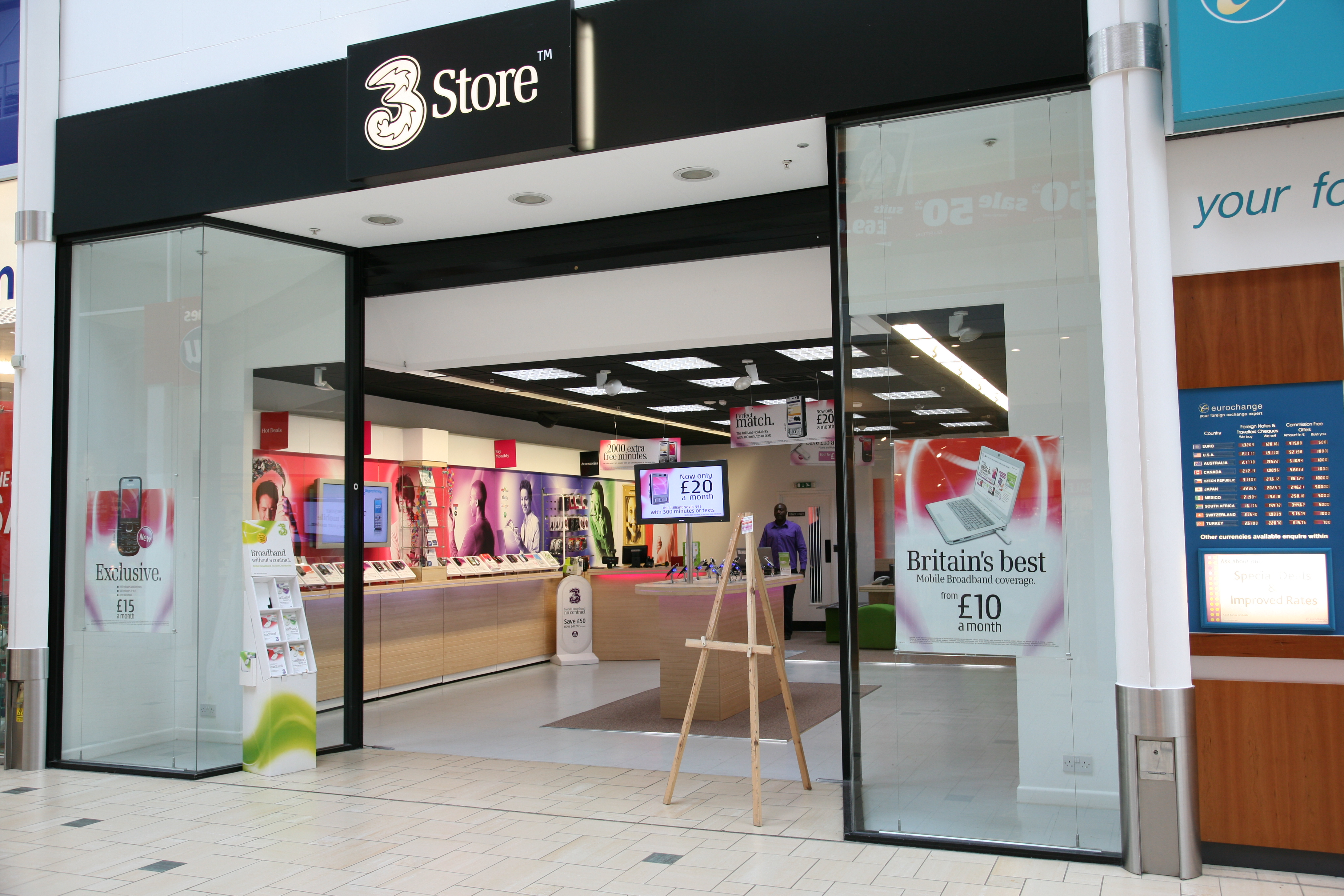
3 Store a Banbury, UK

Hutchison 3G Enterprises S.A.R.L., comunemente nota come Hutchison 3G (in acronimo H3G) e operante con il marchio 3 (Three), è un'azienda cinese di telecomunicazioni con cui sono commercializzati i servizi di telefonia mobile e fissa del gruppo CK Hutchison Holdings Limited (precedentemente Hutchison Whampoa Limited). È legalmente registrata a Lussemburgo.
L'azienda, fondata il 3 marzo 2003, opera con reti basate su tecnologia UMTS in Austria, Danimarca, Hong Kong e Macao, Indonesia, Irlanda, Italia, Svezia, Regno Unito.
CK Hutchison Holdings detiene la maggioranza del capitale in tutte le reti 3, con l'eccezione di quelle Hong Kong e Indonesia, che sono a maggioranza di proprietà di Hutchison Telecommunications International, nella quale CK Hutchison Holdings ha una partecipazione circa del 50%.

## Presenza nel mondo
Al mese di novembre 2021, i paesi in cui opera il marchio 3 sono:

### Austria
- Inizio attività: maggio 2003
- Copertura: 98,5% della popolazione in UMTS/HSDPA, 99,8% della popolazione in GSM/GPRS (roaming con Mobilkom)
- Clienti: 973 000 clienti[6]

### Danimarca
- Inizio attività: 13 ottobre 2003
- Copertura: 90% della popolazione in 4G/LTE, 98% popolazione in UMTS/HSDPA

### Hong Kong
- Inizio attività: 1985 (analogico), 1995 (GSM), 2004 (3G), 2012 (4G)
- Copertura: 100% della popolazione in 3G

### Indonesia
- Inizio attività: 29 marzo 2007
- Clienti: 18 000 000

### Irlanda
- Inizio attività: 26 luglio 2005
- Copertura: 85% della popolazione in 3G, 98% della popolazione in GSM/GPRS (roaming con Vodafone)

### Macao
- Inizio attività: 2000
- Copertura:
- Clienti:

### Regno Unito
- Inizio attività: 3 marzo 2003
- Copertura: 99% della popolazione in 4G
- Clienti: 5 500 000

### Svezia
- Inizio attività: dicembre 2000
- Copertura: 100% della popolazione in 3G
- Clienti: 9 000 000

## Dismessi
Precedentemente il marchio 3 operava anche nelle seguenti aree:

### Australia
- Inizio attività: 15 aprile 2003
- Fine attività: 30 agosto 2013 (acquisizione da parte di Vodafone[7][8])
- Copertura:
- Clienti:

### Italia
- Inizio attività: 3 marzo 2003
- Fine attività: 16 marzo 2020 (adozione del nuovo marchio unico Wind Tre[9])
- Copertura: 98,1% della popolazione in 4G, 99% della popolazione in 3G, 99,9% della popolazione in 2G[10]
- Clienti: oltre 27 100 000 al 31 dicembre 2015